# Anton Bolinder
Anton Bolinder (3 giugno 1915 – 7 dicembre 2006) è stato un altista svedese.

## Biografia
Il suo miglior risultato in carriera è stata la medaglia d'oro ai Campionati europei di Oslo 1946.